# Valtopina
Valtopina – miejscowość i gmina we Włoszech, w regionie Umbria, w prowincji Perugia.
Według danych na rok 2004 gminę zamieszkiwało 1336 osób, 33,4 os./km².